# Mignon (Fluss)
Der Mignon ist ein Fluss in Frankreich, der in der Region Nouvelle-Aquitaine verläuft. Er entspringt im Gemeindegebiet von Villeneuve-la-Comtesse, entwässert generell in nordwestlicher Richtung durch den Regionalen Naturpark Marais Poitevin, durchläuft unterhalb von Mauzé-sur-le-Mignon einen Teil des Sumpfgebietes Marais Poitevin und mündet nach rund 41 Kilometern beim Ort Bazoin als linker Nebenfluss in die Sèvre Niortaise. Auf seinem Weg durchquert der Mignon die Départements Charente-Maritime sowie Deux-Sèvres und bildet streckenweise auch den Grenzverlauf zwischen ihnen.

## Schifffahrt
Der Fluss ist von der Mündung bei Bazoin bis zum Ort Mauzé-sur-le-Mignon kanalisiert und wird in manchen Unterlagen auch als Canal du Mignon bezeichnet. Schiffe mit geringem Tiefgang können von der Sèvre Niortaise in den Mignon wechseln und diesen 17 Kilometer weit aufwärtsfahren. Auf dem Mignon gibt es vier Schleusen mit den Abmessungen 31,50 × 5,10 Meter. Von der Einmündung bis knapp oberhalb von La-Grève-sur-Mignon beträgt die normale Wassertiefe 1,20 Meter, bei Niedrigwasser fällt sie allerdings auf 0,60 Meter. In den oberen Bereichen hat man auch unter normalen Bedingungen nicht mehr als 0,60 Meter, örtlich manchmal nur 0,40 Meter bei Niedrigwasser. Wenn diese Tiefen auch nicht für große Motorkreuzer ausreichen, sind sie doch für die flachbödigen Flussboote der Gegend geeignet, die auf der Sèvre Niortaise und ihren Nebenflüssen verkehren.

## Orte am Fluss
- Villeneuve-la-Comtesse
- Dœuil-sur-le-Mignon
- Thorigny-sur-le-Mignon
- Usseau
- Mauzé-sur-le-Mignon
- La Grève-sur-Mignon
- Bazoin, Gemeinde Damvix